# Formosania fasciolata
Formosania fasciolata är en fiskart som först beskrevs av Wang, Fan och Chen 2006.  Formosania fasciolata ingår i släktet Formosania och familjen grönlingsfiskar. Inga underarter finns listade i Catalogue of Life.